# الیاند
الیاند (به لاتین: Aliande) یک منطقهٔ مسکونی در توگو است که در منطقه کارا واقع شده‌است.